# Lucio Blanco, Guanajuato
Lucio Blanco är en ort i Mexiko.   Den ligger i kommunen León och delstaten Guanajuato, i den centrala delen av landet, 300 km nordväst om huvudstaden Mexico City. Lucio Blanco ligger 1 920 meter över havet och antalet invånare är 1 218.
Terrängen runt Lucio Blanco är kuperad åt nordost, men åt sydväst är den platt. Runt Lucio Blanco är det mycket tätbefolkat, med 1 313 invånare per kvadratkilometer. Närmaste större samhälle är León de los Aldama, 12,8 km väster om Lucio Blanco. Trakten runt Lucio Blanco består till största delen av jordbruksmark.